# Austropotamobius
Austropotamobius is een geslacht van kreeftachtigen uit de klasse van de Malacostraca (hogere kreeftachtigen).

## Soorten
- Austropotamobius berndhauseri
- Austropotamobius pallipes